# Bernard Lugan
Bernard Lugan (Mequinez, Marruecos, 1946) es un historiador francés contemporáneo, profesor asociado y especialista en historia africana en la Universidad Jean Moulin Lyon III. También imparte clases en el Instituto francés de Defensa Nacional. Tiene el rango académico de Maître de conférences en Francia. Especialista de África desde el año 1971, es autor de varios libros sobre el continente africano. Editó la revista «L’Afrique réelle».

## Biografía
Estudió en la Universidad Paris X Nanterre y escribió una tesis de doctorado titulada L’Economie d’échange au Rwanda de 1850 à 1914. Vivió muchos años en África, principalmente en Ruanda dónde dirigió unas búsquedas arqueológicas significativas y enseñó la historia africana en la Universidad Nacional de Ruanda. En 1982, escribió otra tesis para obtener un doctorado de Estado titulada Entre les servitudes de la houe et les sortilèges de la vache : le monde rural dans l’ancien Rwanda.
Los trabajos notables de Lugan incluyen varios libros principalmente sobre Sudáfrica, Marruecos y Ruanda. Existe una edición española de Los egipcios: de los orígenes hasta nuestros días. En su libro African Legacy, Solutions for a Community in Crisis describe cómo el individualismo no ha logrado reemplazar las lealtades clánicas, comunitarias y tribales que preexistían. En este libro rechaza lo que llama « el paradigma de la victimización» que pretende que el retraso de África resultaría de la explotación colonial y de la trata de esclavos. Denuncia también las soluciones basadas sobre la culpabilidad occidental y afirma que una interpretación correcta de la historia es necesaria para que los africanos puedan «construir un futuro sobre fundaciones más solidas» y salvar el continente africano del hambre, del desastre económico y de las guerras civiles. Así, propone modificaciones de las fronteras nacionales africanas para que concuerden con los grupos étnicos. Está a favor de un nuevo tipo de democracia que tomaría más en cuenta el fenómeno étnico y no el sistema occidental basado sobre el principio de «un hombre, un voto».
Bernard Lugan es también un testigo experto para el Tribunal Penal Internacional para Ruanda.

## Obras
- Le Safari du Kaiser, La Table Ronde, Paris, 1987, 231 p.
- Huguenots et Français : ils ont fait l'Afrique du Sud, La Table ronde, Paris, 1988, 296 p.
- Historia de África del Sur, Garzanti Publication, 1989, 1o éd.: Perrin, coll. " Vérités et légendes", París, 1986, 272 p.
- Afrique : l'histoire à l'endroit, Perrin, coll. « Vérités et légendes », 1989, 285 p. Rééd. : 1996
- El último comando bóer: un voluntario francés en la Guerra anglo-bóer, 1900-1902, éd. du Rocher, 1989
- Villebois-Mareuil, le La Fayette de l'Afrique du Sud, éd. du Rocher, 1990
- Cuando África era alemana, Juan Picollec, coll. " Documents dossiers", París, 1990, 267+16 p. ISBN 2-86477-108-X
- Afrique, bilan de la décolonisation, 1st éd. : Perrin, coll. « Vérités et légendes », Paris, 1991, 304 p. Rééd. : 1996
- La Louisiane française : 1682-1804, Perrin, coll. « Vérités et légendes », Paris, 1994, 273 p. Titre alternatif : Histoire de la Louisiane française : 1682-1804
- Afrique : de la colonisation philanthropique à la recolonisation humanitaire, C. de Bartillat, coll. « Gestes », Étrépilly, 1995, 390 p.
- Los franceses que hace África del Sur, Bartillat, coll. "Gestes", Étrépilly, 1996, 430 p. ISBN 2-84100-086-9
- Histoire du Rwanda : de la préhistoire à nos jours, Bartillat, Paris, 1997, 606 p.
- La guerre des Boers : 1899-1902, éd. Perrin, Paris, 1998, 364+8 p.
- Historia de Marruecos, éd. Perrin y éd. Critérion, coll. " Pour l'Histoire", París, 2000, 363 p.
- Atlas historique de l'Afrique des origines à nos jours, Éd. du Rocher, Paris, Monaco, 2001, 268 p.
- Histoire de l'Égypte, des origines à nos jours, éd. du Rocher, Paris, Monaco, 2002, 290 p.
- Douze années de combats judiciaires (1990-2002), Lyon, Édition de l’Afrique réelle, s.d.
- Legado africano; soluciones para una Comunidad en Crisis, Carnot, 224p, 2003, ISBN 1-59209-035-4.
- Rwanda : le génocide, l'Église et la démocratie, éd. du Rocher, Paris et Monaco, 2004, 234 p.
- François Mitterrand, l'armée française et le Rwanda, éd. du Rocher, Paris, Monaco, 2005, 288 p.
- Rwanda. Contre-enquête sur le génocide, éd. Privat, 2007.
- Les Guerres du Sahel : des origines à nos jours, L'Afrique réelle, 2019
- Dix ans d'expertises devant le Tribunal pénal international pour le Rwanda (TPIR), L'Afrique réelle, 2020
- Esclavage : l'histoire à l'endroit, L'Afrique réelle, 2020
- Pour répondre aux « décoloniaux », aux islamo-gauchistes et aux terroristes de la repentance, Éditions Bernard Lugan, 264 p., 2021
- Colonisation, l'histoire à l'endroit : Comment la France est devenue la colonie de ses colonies, L'Afrique réelle, 240 p., 2022, (ISBN 978-2-492-47709-6)
- Histoire du Sahel, Éditions du Rocher, 2023, 224 pages, (ISBN 978-2268108582)
- Histoire des Berbères, Paris et Monaco, Éditions du Rocher, 2024, 240 p. (ISBN 978-2268110165)
- Histoire des Algéries : des origines à nos jours, 2025, 304p,  Ellipses (ISBN 978-2340099586)